# Yamato Nadeshiko (serie televisiva)
Yamato Nadeshiko è un dorama stagionale autunnale in 11 puntate di Fuji TV e mandato in onda nel 2000.
Sakurako, una giovane donna nata e costretta a vivere per tutta l'infanzia in una famiglia estremamente povera, vuole con tutte le sue forze riuscire a sposare un uomo ricchissimo: la sua forza e determinazione di carattere nel perseguire tale risultato fa sì che le venga affibbiato il nomignolo di "regina dei goukon" (appuntamenti al buio di gruppo). Di lavoro fa la hostess di linea.
Osuke è invece un più che brillante professore universitario e scienziato, vincitore del massimo premio internazionale in campo matematico, il Field, equivalente al Nobel. I due s'incontrano tramite uno di questi goukon organizzati da amici in comune: la nostra giovane e bella Sakurako non può far a meno d'innamorarsi, con la certezza ch'egli sia un uomo più che benestante.
Forse però ha sbagliato qualche calcolo: soprattutto quando le sarà rivelato che quello che lei crede un eccentrico miliardario è invece oggi un pescivendolo.